# Bisschopsmuts (geslacht)
Bisschopsmuts (Racomitrium) is een geslacht uit de muisjesmosfamilie (Grimmiaceae).

## Soorten in Nederland
In Nederland komen er uit het geslacht vijf soorten voor.
- oeverbisschopsmuts (Racomitrium aciculare)
- grijze bisschopsmuts (Racomitrium canescens)
- kale bisschopsmuts (Racomitrium fasciculare)
- hunebedbisschopsmuts (Racomitrium heterostichum)
- wollige bisschopsmuts (Racomitrium lanuginosum)